# Капоколло
Капоколло (итал. capocollo) или коппа (итал. coppa) — традиционная итальянская и корсиканская мясная нарезка из свинины (салюми), приготовленная из вяленых мышц, идущих от шеи к четвертому или пятому ребру свиной лопатки или шеи. Является видом цельномышечного салюми, вяленого и обычно нарезанного очень тонкими ломтиками. Он похож на более широко известную вяленую ветчину — прошутто, потому что оба они представляют собой мясное ассорти из свинины, используемое в аналогичных блюдах. Его не маринуют, как обычно ветчину.

## Терминология
Эта вырезка обычно называется капоколло или коппа в большей части Италии. Название происходит от слов «капо» (голова) и «колло» (шея). В регионах Кампания и Калабрия встречается как capicollo, на территории Корсики — capicollu.
За пределами Италии имеет разные названия. В Аргентине, Парагвае и Уругвае — «bondiola» или «bondiola curada», в Северной Америке — «capicola» или «capicolla». Произношение «gabagool» использовалось американцами итальянского происхождения в Нью-Йорке и в других местах на северо-востоке, основываясь на произношении «capecuollo» в рабочих диалектах неаполитанского языка 19-го и начала 20-го веков. Благодаря упоминанию в телесериале «Клан Сопрано» его использование стало широко известным стереотипом.

## Производство и использование
При производстве капоколло мясо сначала слегка приправляют красным, а иногда и белым вином, чесноком и различными травами и специями, которые различаются в зависимости от региона. Затем мясо солят, набивают в натуральную оболочку и подвешивают на срок до шести месяцев для засолки. Иногда поверх натирают горячей паприкой перед подвешиванием. Капоколло, по сути, является свиным аналогом брезаолы из говядины, вяленой на воздухе. Он широко доступен везде, где проживают значительные итальянские общины, благодаря производимым разновидностям. Медленно обжаренная пьемонтская версия называется «коппа котта».
Капоколло ценится за его тонкий вкус и нежную, жирную текстуру, и часто стоит дороже, чем большинство других видов салюми. Во многих странах его часто продают как деликатес. Обычно его нарезают тонкими ломтиками для использования в антипасто или бутербродах, таких как муфулетта, сэндвич-субмарина, панини, а также в некоторых традиционных итальянских пиццах.

## Разновидности и официальный статус

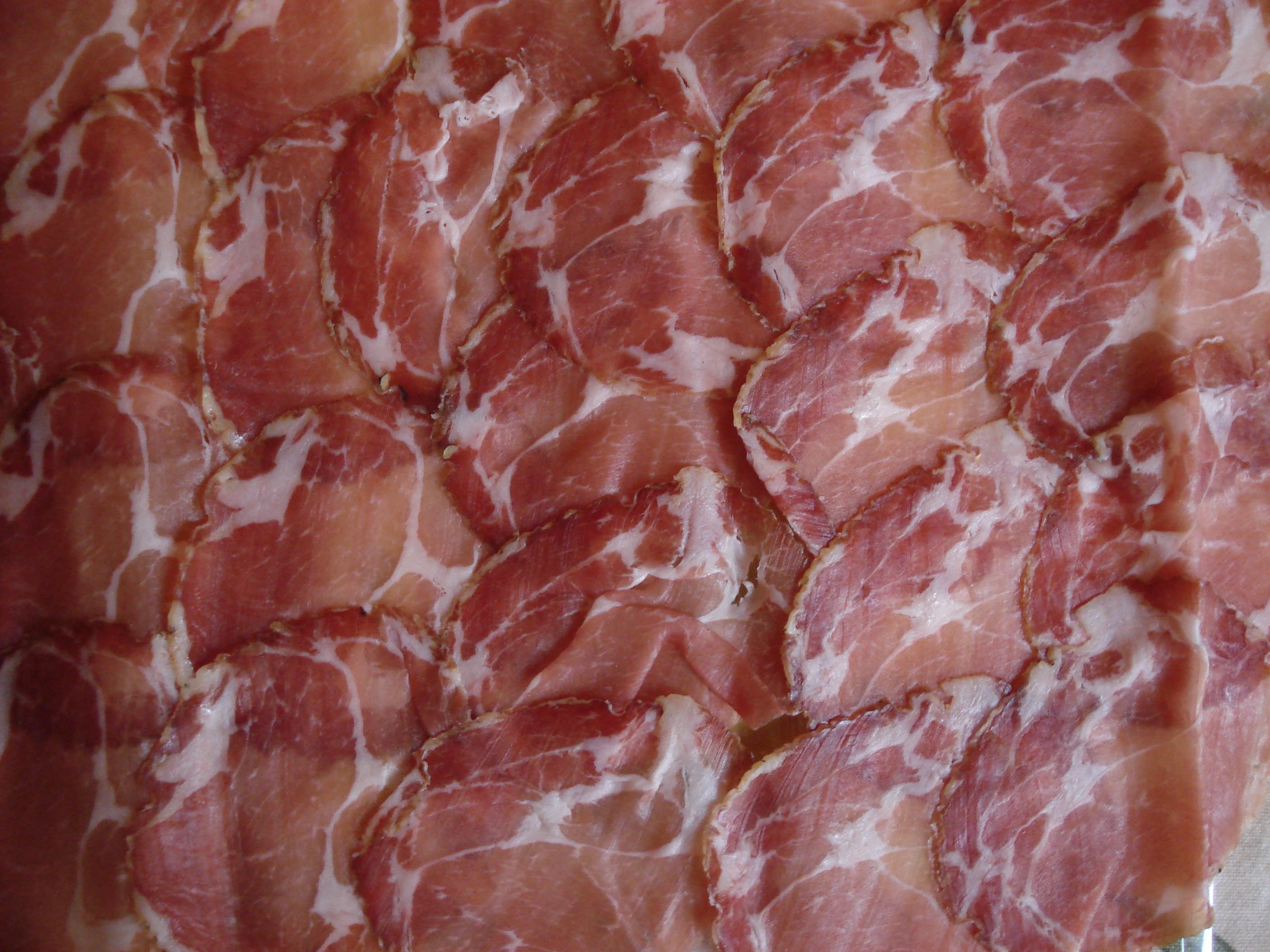
Нарезка капоколло. Сбалансированное количество белого жира важно для вкуса и нежности.

Два конкретных сорта, Coppa Piacentina и Capocollo di Calabria, имеют статус защищенного обозначения происхождения в соответствии с Законом об Общей сельскохозяйственной политике Европейского Союза, который гарантирует, что только продукты, действительно происходящие из этих регионов, допускаются к торговле.
Пять дополнительных итальянских регионов производят капоколло и не подпадают под действие европейского законодательства, но обозначены Министерством сельского хозяйства, продовольствия и лесного хозяйства Италии как «Традиционный сельскохозяйственный продукт»:

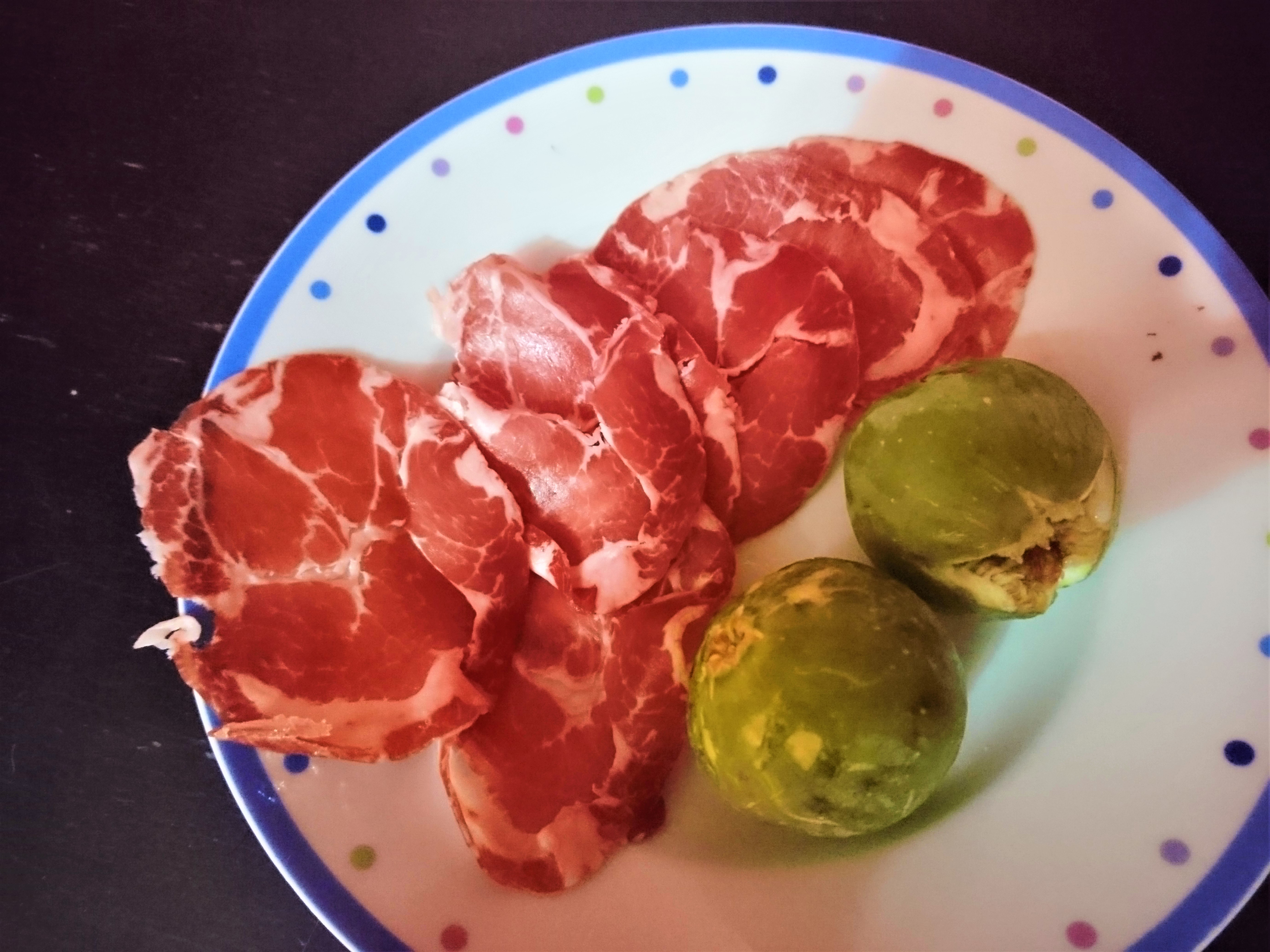
Ломтики капоколло от Мартина-Франка, который подается с инжиром

- Капоколло Базиликаты;[8]
- Капоколло Лацио;[9]
- Капоколло Мартина-Франка[10] — традиционный капоколло Апулии. Его коптят с лавровыми листьями, тимьяном, миндалем, средиземноморскими травами и кусочками коры македонского дуба, дерева, типичного для Юго-Восточной Италии, Балкан и Западной Турции. Обычно его подают с инжиром;
- Типичный сиенский капоколло из Тосканы;[11]
- Капоколло из Умбрии[12].

За пределами Европы капоколло был завезен в Аргентину итальянскими иммигрантами под названиями «bondiola» или «bondiola curada».